# Studer et l'Affaire du Chinois
Pour les articles homonymes, voir Studer.
Studer et l'Affaire du Chinois est le cinquième roman policier suisse de Friedrich Glauser qui met en scène l'inspecteur Studer. 

## Historique
En décembre 1937, Friedrich et Berthe descendent en train pour Collioure, dans ses bagages Friedrich possède un manuscrit où il est écrit sur la couverture Wettbewerbsroman : « le roman du concours », il s'agit d'un concours organisé par la Société des éditeurs de journaux avec la collaboration de la Fédération suisse des écrivains, ce doit être un roman-feuilleton d'au moins 6 500 lignes de 12 syllabes, le sujet est au choix. Dans le train, il y a beaucoup de soldats qui se rendent à la frontière, Friedrich travaille sur son manuscrit, il s'endort et quand il se réveille à Sète le manuscrit a été volé. A-t-il été pris pour un espion ? Il écrit aux organisateurs du concours pour leur demander un délai supplémentaire qui lui est accordé. Mais à Collioure il y a trop de souvenirs et son séjour ne se passe pas bien. Le couple rentre en Suisse, à Bâle chez Martha Ringier, une amie de Friedrich qui les accueille. Friedrich dicte le livre à Berthe et à Martha Ringier : « À raison de huit heures par jour et de trois heures supplémentaires, il le corrige. Une œuvre de cent dix heures. ». Le roman remporte le premier prix.
Il paraît à partir du 26 juillet 1938 en 42 épisodes dans le National-Zeitung de Bâle, il est ensuite repris dans d'autres journaux, et il fut publié en volume en 1939 aux éditions Morgarten de Zürich sous le titre Der Chinese.
Le roman est le premier de la série de polars illustrés par Hannes Binder (1988), suivi de Krock & Co. (1990) et Knarrende Schuhe (1992).

## Résumé
Le préfet de Roggwil appelle l'inspecteur Studer à la suite de la découverte du cadavre d'un certain James Farny dans le cimetière du village de Pfründisberg. Studer avait déjà rencontré, par hasard, cet homme et il avait trouvé qu'il ressemblait à un chinois, il le surnomma donc « le chinois ». Durant son enquête, Studer se retrouvera dans trois atmosphères : un hospice, une école d'horticulture et une petite auberge de campagne.